# Lomographa insulata
Lomographa insulata là một loài bướm đêm trong họ Geometridae.